# Promachus pictus
Promachus pictus là một loài ruồi trong họ Asilidae. Promachus pictus được Meigen miêu tả năm 1820.